# Love Me Tonight
 Love Me Tonight és una pel·lícula musical de Rouben Mamoulian, amb Maurice Chevalier i Jeanette MacDonald, estrenada el 1932.
La pel·lícula és una adaptació de Samuel Hoffenstein, George Marion Jr. i Waldemar Young de l'obra de Paul Armont i Léopold Marchand. Toca les clàssiques cançons de Rodgers i Hart Love Me Tonight, Isn't it Romantic?, Mimi, i Lover. Lover és cantada de forma no romàntica: sovint és en cabarets, però còmicament: El personatge de MacDonald intenta controlar un cavall indisciplinat. L'escenificació de Isn't It Romantic? era revolucionària pel seu temps, combinant el cant i el muntatge cinematogràfic: la cançó passa d'un cantant (o grup de cantants) a un altre, en locals diferents.

## Argument
La història comença a París quan un sastre (Maurice Chevalier) obre la seva botiga. Per un dels seus clients, el jove vescomte de Varese (Charles Ruggles), Maurice va al castell on viu l'oncle del vescomte. Pel camí, coneix una jove (Jeanette MacDonald) de qui s'enamora de seguida. Aquesta, pensant que és boig, es nega a dir el seu nom i s'allunya. A la seva arribada al castell, el vescomte, no tenint ganes que la seva família sàpiga que té deutes, fa passar Maurice per a un baró. El sastre no protesta i més sabent que la jove que ha conegut a la carretera és princesa i viu al castell.

## Repartiment
- Maurice Chevalier: Maurice
- Jeanette MacDonald: la princesa Jeanette
- Charles Ruggles: el vescomte de Varese
- Myrna Loy: la comtessa Valentine
- Charles Butterworth: el Comte de Savignac

## Cançons de la pel·lícula
- The Song of Paree
- Isn't it Romantic
- Lover
- Mimi
- I Am an Apache
- Love Me Tonight